# Borjigidai
Borjigidai Khan (855 circa) è stato un condottiero e sovrano mongolo, diretto progenitore della futura stirpe reale di Gengis Khan.

## Vita
Fu un Khan dei Mongoli. Di lui poco è noto tranne che formò e diede il nome al gruppo tribale dei Borjigin, ceppo principale e cuore della nobiltà Mongola, che raggruppava i clan più importanti.
Era figlio di Karchu Khan e nipote di Sam Sochi Khan.

## Discendenze
Fu sposato con Mongoljin la fiera, primo dei suoi figli fu Torokoljin Bayan padre di Debun Khan (poi padre di Bondodjar Mong Khan). Tra i suoi discendenti diretti c'e', oltre a Gengis Khan, anche Tamerlano.